# Félicien Menu de Ménil
Félicien Menu de Ménil (Boulogne-sur-Mer, 16 luglio 1860 – Neuilly, 28 marzo 1930) è stato un compositore ed esperantista francese.

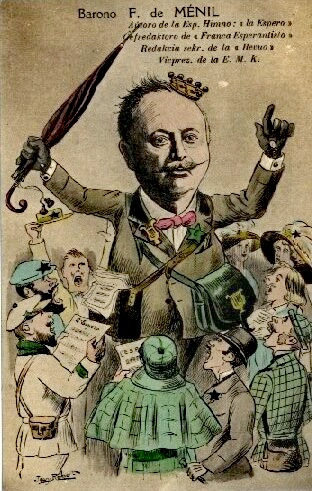
Félicien Menu de Ménil in una cartolina satirica del 1911

Era barone di origine belga e console. È conosciuto per aver musicato la poesia La Espero di Ludwik Lejzer Zamenhof, inno del movimento esperantista.

## Biografia
Il Barone de Ménil apprese l'esperanto nel 1901, scrisse moltissimi articoli, in quasi tutte le riviste esperantiste dell'epoca, così come molti testi propagandistici sull'esperanto in lingua francese, divenendo membro della Societo Franca por la Propagando de Esperanto.
La sua fervente attività di esperantista lo portò a diventare direttore delle riviste Franca Esperantisto, France Esperantiste e caporedattore de La Revuo, nonché vicepresidente dell'E.M.K. (Esperanto Muzika Komitato/Komisiono?).
Dal 1919 divenne membro del Lingva Komitato, poi ridenominato in Akademio de Esperanto.
Egli è principalmente ricordato però come il muzikisto de Esperanto: scrisse, compose e musicò una moltitudine di canti ed inni esperantisti, tra cui il più famoso, l'inno esperantista La Espero, tratto da una poesia di Ludwik Lejzer Zamenhof.

## Opere
Egli, inoltre, scrisse:
- (FR)  L'Heritage Klodarec, commedia ad atto singolo, 1906;
- (EO)  La mortigistoj de Stradella, racconto pubblicato nella rivista La Revuo, settembre 1906;
- (FR)  Les prejuges contre l'Esperanto, 1908;
- (EO)  Muzika terminaro, 1908.